# Роуз Хил (Ајова)
Роуз Хил (енгл. Rose Hill) град је у америчкој савезној држави Ајова. По попису становништва из 2010. у њему је живело 168 становника.

## Демографија
Према попису становништва из 2010. у граду је живело 168 становника, што је -37 (-18.0%) становника више него 2000. године.
| Група             | 2000.       | 2010.       |
| Белци             | 197 (96,1%) | 165 (98,2%) |
| Афроамериканци    | 0 (0,0%)    | 0 (0,0%)    |
| Азијати           | 0 (0,0%)    | 1 (0,6%)    |
| Хиспаноамериканци | 4 (2,0%)    | 0 (0,0%)    |
| Укупно            | 205         | 168         |